# Lope de Vega, Bắc Samar

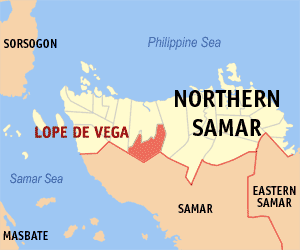
Bản đồ Northern Samar với vị trí của Lope De Vega

Lope De Vega là một đô thị hạng 3 ở tỉnh Bắc Samar, Philippines. Theo điều tra dân số năm 2000, đô thị này có dân số 11.754 người trong 2.114 hộ.

## Barangay
Lope De Vega được chia thành 23 barangay.
| - Bayho - Bonifacio - Cagamesarag - Cag-aguingay - Curry - Gebonawan - Gen. Luna - Getigo - Henaronagan - Lope De Vega (Pob.) - Calangcaan - Lower Caynaga | - Maghipid - Magsaysay - Osmeña - Paguite - Roxas - Sampaguita - San Francisco - San Jose - San Miguel - Somoroy - Upper Caynaga |